# Muhkurinmäki
Muhkurinmäki est une colline et une  réserve naturelle située dans le quartier de Pitkämäki à Turku en Finlande,.

## Présentation
Le colinne de Muhkurinmäki à émergé il y a 4 000 ans.
Muhkurinmäki est une réserve naturelle dans la zone résidentielle de Muhkuri entre la Voie rapide de Naantali et la voie ferrée d'Uusikaupunki, dans le quartier de Pitkämäki. 
La zone appartient à l'État et l'institut de recherche forestière l'a protégée dès 1925.
En termes de végétation, la colline est couverte d'une forêt luxuriante ou dominent les chênes, comme les forêts voisines de Ruissalo et de Katariinanlaakso.
En plus des chênes, la zone compte aussi des érables et des tilleuls, et dans la strate arbustive, des noisetiers, des groseilliers, des chevrefruilles et des viornes obier. 
Muhkurinmäki est également remarquable pour ses espèces de champignons et d'oiseaux. 
Sur le bord de Muhkurinmäki coule le Kuninjo, qui rejoint le Saukonjo dans le quartier résidentiel adjacent de Muhkuri.